# Orthosia algula
Orthosia algula là một loài bướm đêm trong họ Noctuidae.